# Recertificación de la Asociación Médica Argentina
La recertificación AMA (Asociación Médica Argentina) se realiza a través del "Comité de Recertificación" (CRAMA), creado en el año 1994. La recertificación médica es un proceso de evaluación de la capacitación médica continua, destinada a brindar a los pacientes una mejor calidad en su atención. En la Argentina, el organismo responsable de este proceso es el CRAMA que funciona en la AMA.

## Antecedentes e historia
La primera recertificación médica la hizo la American Medical Association de EUA en 1973. En la Argentina, la primera fue realizada por la Asociación Argentina de Cirugía, en 1987, para los cirujanos. La Asociación Médica Argentina, la inició en 1994 y la extendió a todas las especialidades, difundiendo la recertificación en todo el país.

## Concepto y significado
La recertificación es otorgada por los pares de la especialidad, ante la solicitud del médico interesado, quienes evalúan en forma periódica su actividad asistencial y su compromiso educativo. Esto último, implica una actualización frente a los grandes cambios de los conocimientos de la medicina en la rama que ejerce. Además, tienen en cuenta otras condiciones como los valores ético-morales en el desempeño de sus actividades. La recertificación otorga una jerarquización profesional y es un aval frente a la comunidad de la calidad formativa del profesional.

## Comité o consejo de recertificación de especialidades
Para el desarrollo de este programa se creó el "Comité de Recertificación de la Asociación Médica Argentina" (CRAMA). Se convocaron distintas organizaciones reconocidas relacionadas con una especialidad, propias y ajenas a la AMA, que resolvieron su propia temática, constituyendo el Comité o Consejo de Recertificación de Especialidad.

### Periodicidad
Dada la necesidad de una evaluación periódica, se estableció hacerla cada 5 años. Asimismo, este hecho permite una categorización de los médicos recertificados en cinco grupos (categorías 4,3,2,1 y consultor).

### Beneficios
1. Fomentar la educación médica continua.
2. Jerarquizar a los profesionales y a las instituciones donde se desempeñan.
3. Buscar una mejor calidad en la atención médica de la población.

### Alcances
El programa de recertificación del CRAMA está dirigido a todos los médicos con más de 5 años de especialista y su inscripción es libre.
El postulante debe estar previamente certificado en la especialidad solicitada o haber cumplido 5 años de recertificado y que deseen actualizar la misma.

## Legislación
El Decreto 10/2003 que se publicó en el Boletín Oficial N.º 30.061 -1º Sección- del 6 de enero de 2003, hace referencia a la reglamentación de la Ley 17.132 (1967) y su modificatoria 23.873 (1990) del Arte de Curar.
En su artículo 21, Inciso a) de la Comisión Especial de Evaluación de Especialidades Médicas dice que en esta Comisión, la AMA forma parte estable por Ley del Sistema de Certificación y por ende de Recertificación. Esta Comisión está integrada además por representantes del Ministerio de Salud (Argentina) y de la Facultad de Medicina (UBA), entre otros. Esto indica el compromiso social que esta asociación médica tiene con la educación de posgrado desde su fundación en 1891.

## Nómina de especialidades del CRAMA
El listado de especialidades reconocidas oficialmente es:
1. Alergia;
2. Alergia e inmunopatología
4. Anestesia;
5. Angiología general y hemodinamia;
6. Bacteriología;
7. Cardiología;
8. Cardiología infantil (pediátrica);
9. Cirugía cardiovascular;
10. Cirugía de cabeza y cuello;
11. Cirugía general;
12. Cirugía infantil
13. Cirugía plástica y reparadora;
14. Cirugía torácica;
15. Cirugía vascular periférica;
16. Clínica médica: medicina interna;
17. Dermatología;
18. Dermatosifilografía;
19. Diagnóstico por imagenes;
20. Endocrinología;
21. Endoscopía digestiva;
22. Enfermedades infecciosas: infectología;
23. Epidemiología;
24. Farmacología;
25. Fisiatría: medicina física y rehabilitación;
26. Gastroenterología;
27. Genética médica;
28. Geriatría;
29. Ginecología;
30. Hematología;
31. Hemoterapia;
32. Hemoterapia e inmunohematología;
33. Higiene industrial;
34. Higiene y medicina preventiva;
35. Inmunología;
36. Leprología;
37. Mastología;
38. Medicina aeronáutica y espacial;
39. Medicina del deporte;
40. Medicina del trabajo;
41. Medicina familiar;
42. Medicina legal;
43. Medicina nuclear;
44. Medicina sanitaria;
45. Nefrología;
46. Neonatología;
47. Neumonología;
48. Neurocirugía;
49. Neurología;
50. Neurología infantil (pediátrica);
51. Nutrición;
52. Obstetricia;
53. Oftalmología;
54. Oncología (clínica);
55. Ortopedia y traumatología;
56. Otorrinolaringología;
57. Pediatría (clínica pediátrica);
58. Proctología;
59. Psicología médica (clínica);
60. Psiquiatría;
61. Psiquiatría infantil;
62. Quemados;
63. Radiología;
64. Radioterapia (terapia radiante);
65. Reumatología;
66. Salud pública;
67. Terapia intensiva;
68. Tisiología;
69. Tisioneumonología;
70. Tocoginecología;
71. Toxicología;
72. Urología.